# لشکر ۹ استرالیا
لشکر ۹ استرالیا (انگلیسی: 9th Division) لشکر پیاده‌نظام نیروی زمینی استرالیا بود، که در سال ۱۹۴۰ تأسیس شد و در سال ۱۹۴۶ منحل گردید.
لشکر نهم، لشکری از ارتش استرالیا بود که در طول جنگ جهانی دوم خدمت کرد. این یگان، چهارمین لشکر تشکیل شده برای نیروی دوم امپراتوری استرالیا بود. لشکر ۹ پیاده در خط مقدم، طولانی‌ترین و انباشته‌ترین نبرد را نسبت به هر لشکر دیگر استرالیایی داشت و یکی از پرافتخارترین لشکرهای ارتش استرالیا است. لشکر نهم مانند لشکر ۶ پیاده و لشکر ۷ پیاده استرالیا، یکی از معدود واحدهای ارتش متفقین بود که در هر دو جبهه مدیترانه و اقیانوس آرام خدمت کرد.
در طول سال ۱۹۴۰، واحدهای تشکیل دهنده لشکر نهم برای دفاع از آن در برابر تهاجم احتمالی آلمان به بریتانیا اعزام شدند. پس از خدمت در طول سال‌های ۱۹۴۱ تا ۱۹۴۲ در لشکرکشی شمال آفریقا، در محاصره طبرق و هر دو نبرد اول و دوم العلمین، لشکر نهم به استرالیا بازگشت. در سال‌های ۱۹۴۳ تا ۱۹۴۴، در لشکرکشی گینه نو و در طول سال ۱۹۴۵، در لشکرکشی بورنئو خدمت کرد. پس از پایان جنگ، در اوایل سال ۱۹۴۶ منحل شد.